# Dives (rodzaj)
Dives – rodzaj ptaków z podrodziny epoletników (Agelaiinae) w rodzinie kacykowatych (Icteridae).

## Zasięg występowania
Rodzaj obejmuje gatunki występujące w Ameryce – od Meksyku po Peru.

## Morfologia
Długość ciała samców 21,5–25,5 cm, masa ciała 85,5–110 g; długość ciała samic 21,5–23 cm, masa ciała 83,4–95,9 g.

## Systematyka

### Etymologia
Dives: epitet gatunkowy Icterus dives Deppe, 1830; łac. dives, divitis – „bogaty, cenny, wspaniały”.

### Podział systematyczny
Do rodzaju należą następujące gatunki:
- Dives dives (Deppe, 1830) – czarnobłysk krzykliwy
- Dives warczewiczi (Cabanis, 1861) – czarnobłysk peruwiański